# Banco de Mozambique
El Banco de Mozambique (en portugués:Banco de Moçambique) es el banco central de Mozambique.

## Historia
La mayor parte de Mozambique fue un territorio portugués de ultramar durante varios siglos. Después de la independencia en 1975, el recién creado Gobierno de Mozambique se hizo cargo, sin compensación, de las operaciones mozambiqueñas del Banco Nacional Ultramarino, un banco colonial portugués que había estado actuando como banco de emisión para la colonia. Este se convirtió en el núcleo del Banco de Mozambique.
En 1977, el gobierno también nacionalizó casi todos los bancos del país, incluida la Casa Bancaria de Mozambique, y las operaciones mozambiqueñas del Banco de Crédito, Comercial e Industrial, del Banco Comercial de Angola, y los fusionó en el Banco de Mozambique. Al mismo tiempo cerró las operaciones del Banco de Fomento Nacional y del Banco Pinto e Sotto Mayor. (El gobierno permitió que el Banco Standard Totta de Mozambique permaneciera privado). 
En 1992, el Banco de Mozambique estableció una sucursal en Beira y una en Nampula siguió en 1996.
En 1995, el gobierno separó las operaciones de banca comercial del Banco de Mozambique en una institución de reciente creación, el Banco Comercial de Mozambique (BCM). 
El gobierno privatizó el BCM en 1997, y se fusionó con Banco Internacional de Mozambique en 2001.